# Väsby (medeltida by)

Väsby (även Västby) var en vikingatida och medeltida by som låg på nuvarande Norrmalm i Stockholm. Byn omnämns i skrift 1288 i Magnus Ladulås donationsbrev till Klara kloster, men var med all sannolikhet avsevärt mycket äldre än så. Den kallades efter Reformationen för Nya Ladugården, ibland Kung Jans ladugård (vilket syftade på Johan III). Gårdsbebyggelsen angavs i början av 1600-talet ha stått på en yta som blev kvarteret Islandet i samband med stadsplanläggningen ca 1640.

## Historik
Dagens Norrmalm var uppdelat mellan flera vikingatida byar. Bebyggelserna låg gärna nedanför ett berg som erbjöd skydd mot nordanvinden och gav plats för ett gårdsgravfält på sluttningen ovanför. Brunkebergets västra sida var därför en idealisk plats att bosätta sig. Det var även nära till fiskevatten eftersom Klara sjös och Norrströms strandlinje låg mycket längre inåt land än idag. Spår efter bosättningar från vikingatiden är två ringspännen och en järnyxa från 1000-talet. De upptäcktes 1927 i samband med schaktarbeten för Centrumhuset vid Kungsgatan. Ytterligare ett fynd består av ett brandskadat bronsspänne från 900- eller 1000-talet, som hittades 1944 vid grävarbeten i Bredgränd i Gamla stan. Spännet hade troligen följt till Gamla stan med fyllningsmassor som hämtats från Brunkeberg under 1200-talet. 
Den sydligaste av Norrmalms byar var Väsby (Västby) vars mark sträckte sig söderut på delar av nuvarande Klarakvarteren. Mätt med tidens mått, var Väsby en stor och inflytelserik by men efter 1252 då Stockholm grundades minskade betydelsen. År 1288 donerade Magnus Ladulås stora markområden till ett nytt nunnekloster kallat Sankta Klara kloster. I donationen ingick huvuddelen av blivande Norrmalm inklusive Väsby. Därmed var Väsbys bönder inte längre fria utan arrendatorer. Så länge klostret bestod fanns även Väsby men i samband med Gustav Vasas reduktion 1527 försvann både kloster och Väsby.